# جووانی دانتسی
جووانی دانتسی (ایتالیایی: Giovanni D'Anzi؛ ۱ ژانویهٔ ۱۹۰۶ – ۱۵ آوریل ۱۹۷۴) موسیقی‌دان، آهنگساز و ترانه‌نویس اهل ایتالیا بود.
از فیلم‌هایی که وی در آن نقش داشته‌است، می‌توان به میلیاردر میلان و فروشگاه بزرگ اشاره کرد.